# Concept fondamental de la physique
 (signalé en juillet 2025).
Si vous disposez d'ouvrages ou d'articles de référence ou si vous connaissez des sites web de qualité traitant du thème abordé ici, merci de compléter l'article en donnant les références utiles à sa vérifiabilité et en les liant à la section « Notes et références ».
- Archive Wikiwix
- Bing
- Cairn
- DuckDuckGo
- E. Universalis
- Gallica
- Google
- G. Books
- G. News
- G. Scholar
- Persée
- Qwant
- (zh) Baidu
- (ru) Yandex
- (wd) trouver des œuvres sur Wikidata

L'ensemble des concepts fondamentaux de la physique présentés brièvement ici sont à la base du travail de tout physicien.

## Méthodes fondamentales

### Mesure
La base de la physique est l'expérimentation, autrement dit la capacité de comparer des grandeurs issues de phénomènes nouveaux à des grandeurs prédéfinies associées à des phénomènes déjà bien contrôlés.
Pour pouvoir effectuer ces comparaisons de façon quantitative il est alors nécessaire de se doter d'un système d'unités adapté. Souvent, lorsqu'on change de problème il est nécessaire de changer d'unité pour travailler avec un système mieux adapté.
Lorsqu'un phénomène nouveau contient une échelle naturelle il est souvent bien plus pratique de considérer un système d'unités basé sur cette échelle.
Lorsque des phénomènes nouveaux de nature fondamentale sont mis à jour, on voit parfois émerger de nouvelles quantités dimensionnées appelés constante fondamentale qui fixent une échelle naturelle non plus d'une classe de phénomènes particulier mais de la nature tout entière. C'est le cas par exemple de la théorie universelle de la gravitation qui a introduit la constante de gravitation {\displaystyle {\mathcal {G}}\,} ou encore de l'électromagnétisme qui a permis de faire apparaître une vitesse absolue, la vitesse de la lumière. La mécanique quantique quant à elle a introduit une échelle naturelle d'action donnée par la constante de Planck {\displaystyle \hbar \,}.
L'utilisation adaptée de l'analyse dimensionnelle permet parfois de simplifier considérablement l'analyse d'un problème. Voir le théorème pi par exemple.

### Ordre de grandeur
Lorsque le phénomène observé dépasse les capacités d'analyse par sa complexité, ou bien lorsque les modèles courants ne sont pas suffisamment développés, la bonne maîtrise de l'approximation est un atout majeur du bon physicien. La capacité à bien contrôler les ordres de grandeurs des différents phénomènes mis en jeu permet de distinguer les causes principales d'un phénomène des éléments auxiliaires et facilite donc la recherche d'hypothèses à la fois réaliste et efficaces qui permettront d'avancer l'analyse.

### Principe physique
La démarche du physicien est de chercher à extraire des lois s'appliquant de façon la plus large possible et s'accordant avec les observations issues de l'expérimentation. À un niveau conceptuel supplémentaire le physicien cherche souvent à déterminer des principes généraux qui permettent de le guider dans la recherche des lois précises qui sous-tendent les phénomènes observés. On trouve deux classes principales de principes
- Les principes de conservation, historiquement les premiers découverts, qui affirment que dans une certaine classe de phénomènes, malgré l'incapacité du physicien à formuler les lois précises régissant le phénomène, certaines quantités physiques doivent rester inchangées avec le temps. Antoine Lavoisier a été l'un des premiers à en réaliser l'importance et a formuler sa célèbre loi de Lavoisier qui formule la conservation de la masse.
- Les principes de symétrie, arrivés plus tardivement car nécessitant un arsenal mathématique plus complexe, dictent la façon dont sont modifiés les résultats d'une même expérience effectuée dans des conditions légèrement différentes. Découvrir un principe de symétrie donne très souvent des contraintes fortes sur la nature des lois sous-jacentes.

La découverte du théorème de Noether a permis de montrer que ces deux types de principes sont en fait reliés. L'une des grandes révolutions en physique au cours du XXe siècle a été de placer les principes de symétrie à la base de toutes les constructions de nouveaux modèles de physique quantique. C'est une telle démarche qui a abouti à l'élaboration du modèle standard de la physique des particules.